# GD Os Artilheiros
GD Os Artilheiros (dřívějším názvem: Grupo Desportivo Os Artilheiros) je čínský fotbalový klub, který sídlí ve zvláštní správní oblasti Čínské lidové republiky Macao. Založen byl v roce 1982. Jedná se o dvojnásobného vítěze macajské nejvyšší fotbalové soutěže. Klubové barvy jsou modrá, černá a bílá. Od sezóny 2016 působí v macajské třetí nejvyšší fotbalové soutěži. 
Své domácí zápasy odehrává na Estádio Campo Desportivo s kapacitou 16 272 diváků.

## Získané trofeje
Zdroj: 
- Liga de Elite ( 2× )
  - 1994/95, 1995/96

## Umístění v jednotlivých sezonách
Stručný přehled
Zdroj: 
- 1994–1996: Campeonato da 1ª Divisão
- 2005: Campeonato da 3ª Divisão – sk. A
- 2006–2008: Campeonato da 2ª Divisão
- 2009–2010: Campeonato da 1ª Divisão
- 2011: Liga de Elite
- 2012–2015: Campeonato da 2ª Divisão
- 2016– : Campeonato da 3ª Divisão

Jednotlivé ročníky
Zdroj: 
Legenda: Z - zápasy, V - výhry, R - remízy, P - porážky, VG - vstřelené góly, OG - obdržené góly, +/- - rozdíl skóre, B - body, červené podbarvení - sestup, zelené podbarvení - postup, fialové podbarvení - reorganizace, změna skupiny či soutěže
| Portugalský Macao (1994 – 1999) |                                  |        |     |     |     |     |     |     |     |     |        |
| Sezóny                          | Liga                             | Úroveň | Z   | V   | R   | P   | VG  | OG  | +/- | B   | Pozice |
| 1994/95                         | Campeonato da 1ª Divisão         | 1      | ... | ... | ... | ... | ... | ... | ... | ... | 1.     |
| 1995/96                         | Campeonato da 1ª Divisão         | 1      | ... | ... | ... | ... | ... | ... | ... | ... | 1.     |
| ...                             |                                  |        |     |     |     |     |     |     |     |     |        |
| Macao (1999 – )                 |                                  |        |     |     |     |     |     |     |     |     |        |
| Sezóny                          | Liga                             | Úroveň | Z   | V   | R   | P   | VG  | OG  | +/- | B   | Pozice |
| ...                             |                                  |        |     |     |     |     |     |     |     |     |        |
| 2005                            | Campeonato da 3ª Divisão – sk. A | 3      | ... | ... | ... | ... | ... | ... | ... | ... |        |
| 2006                            | Campeonato da 2ª Divisão         | 2      | 8   | 6   | 1   | 1   | 20  | 11  | +9  | 19  | 2.     |
| 2007                            | Campeonato da 2ª Divisão         | 2      | 7   | 3   | 0   | 4   | 12  | 15  | -3  | 9   | 5.     |
| 2008                            | Campeonato da 2ª Divisão         | 2      | 9   | 6   | 1   | 2   | 29  | 16  | +13 | 19  | 2.     |
| 2009                            | Campeonato da 1ª Divisão         | 1      | 14  | 5   | 2   | 7   | 24  | 34  | -10 | 17  | 5.     |
| 2010                            | Campeonato da 1ª Divisão         | 1      | 9   | 3   | 1   | 5   | 12  | 17  | -5  | 10  | 7.     |
| 2011                            | Liga de Elite                    | 1      | 18  | 0   | 3   | 15  | 22  | 104 | -82 | 3   | 10.    |
| 2012                            | Campeonato da 2ª Divisão         | 2      | 9   | 3   | 1   | 5   | 24  | 37  | -13 | 10  | 7.     |
| 2013                            | Campeonato da 2ª Divisão         | 2      | 18  | 8   | 3   | 7   | 31  | 33  | -2  | 27  | 6.     |
| 2014                            | Campeonato da 2ª Divisão         | 2      | 15  | 3   | 3   | 9   | 20  | 41  | -21 | 12  | 8.     |
| 2015                            | Campeonato da 2ª Divisão         | 2      | 18  | 1   | 2   | 15  | 15  | 65  | -50 | 5   | 10.    |
| 2016                            | Campeonato da 3ª Divisão         | 3      | 11  | 5   | 0   | 6   | 23  | 20  | +3  | 15  | 5.     |
| 2017                            | Campeonato da 3ª Divisão         | 3      | 11  |     |     |     |     |     |     |     |        |

## Účast v asijských pohárech
Zdroj: 
| Ročník  | Soutěž                    | Kolo    | Klub                | Doma       | Venku      | Celkem     |
| ------- | ------------------------- | ------- | ------------------- | ---------- | ---------- | ---------- |
| 1996/97 | Asijské mistrovství klubů | 1. kolo | Yokohama F. Marinos | Kontumačně | Kontumačně | Kontumačně |